# Cisteller de Córdoba
El cisteller de Córdoba (Asthenes sclateri) és una espècie d'ocell de la família dels furnàrids (Furnariidae).

## Hàbitat i distribució
habita vessants rocoses oberts, puna, zones àrides amb matolls i arbusts des del sud de Perú i oest de Bolívia, fins al l'Argentina central.

## Taxonomia
Ha estat considerada coespecífica del cisteller de Wyatt (A. wyatti)